# Berufsbildungswerk Abensberg
Das B.B.W. St. Franziskus Abensberg (BBW Abensberg) ist einer der führenden Leistungserbringer in der beruflichen und sozialen Rehabilitation in Deutschland. Träger der Einrichtung ist die Katholische Jugendfürsorge der Diözese Regensburg e. V.

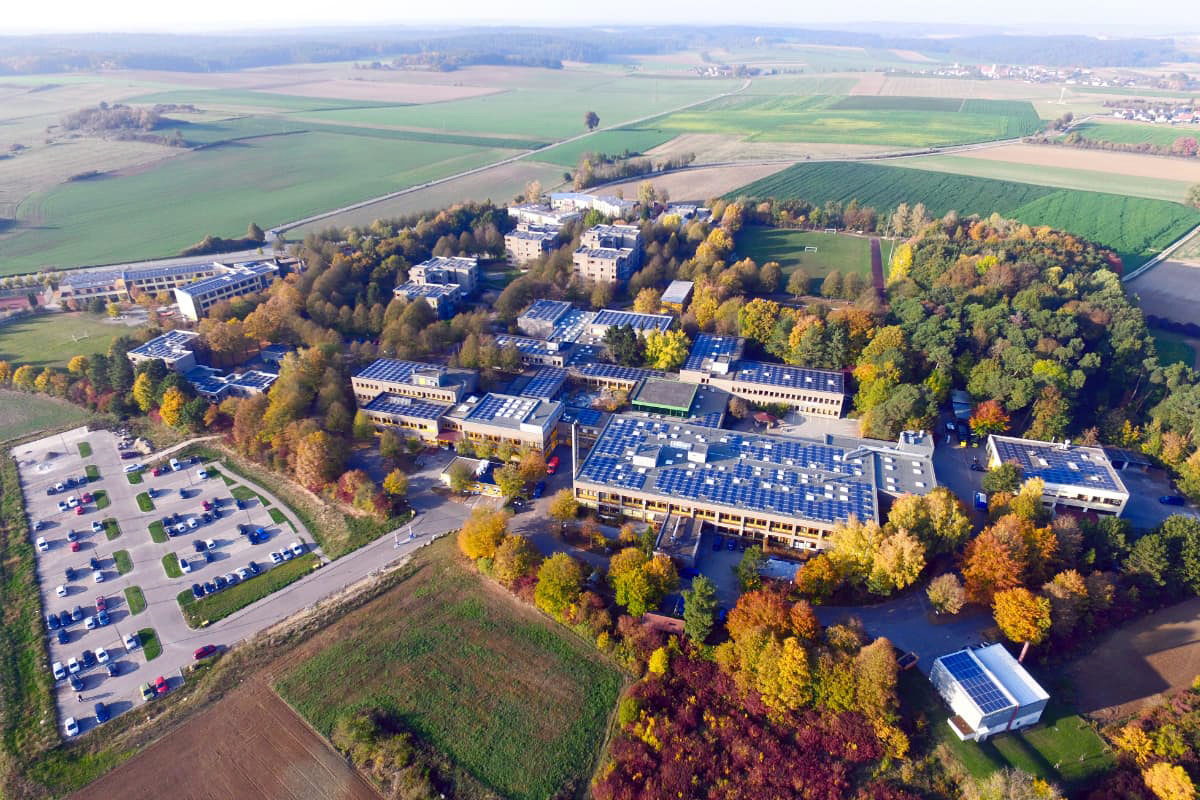
BBW Abensberg Luftbild

## Standort
Das Berufsbildungswerk befindet sich am Rande von Abensberg, einer Kleinstadt im Landkreis Kelheim im Regierungsbezirk Niederbayern. Zu erreichen ist es über die A 93 Regensburg-München oder über die B 16 Regensburg-Ingolstadt.

## Geschichte
Das Berufsbildungswerk St. Franziskus Abensberg wurde 1978 gegründet und hat sich in den letzten 40 Jahren kontinuierlich weiterentwickelt. Aktuell beherbergt das Berufsbildungswerk Abensberg über 500 junge Menschen mit einem besonderen Förderbedarf.

## Aufgaben
Mit seinen 500 Mitarbeitern erbringt das Berufsbildungswerk Abensberg folgende Leistungen für junge Menschen mit Behinderung und Benachteiligungen: berufliche Diagnostik, Berufsvorbereitung und Ausbildung. Die schulische Bildung vermittelt die zugehörige Berufsschule. Differenzierte Wohnformen und spezialisierte Fachdienste fördern die Persönlichkeitsbildung der jungen Teilnehmer und ermöglichen die Betreuung komplexer Störungsbilder auch im Rahmen der Erziehungshilfe.
Träger des Berufsbildungswerkes St. Franziskus ist die Katholische Jugendfürsorge der Diözese Regensburg als eingetragener Verein. Die Katholische Jugendfürsorge im Bistum Regensburg ist der zuständige Fachverband für die kirchliche Sozialarbeit auf dem Gebiet der Jugendhilfe und Behindertenhilfe. Als solcher ist er dem Deutschen Caritasverband angeschlossen und auf der Ebene der Diözese dem Caritasverband für die Diözese Regensburg zugeordnet.
Weitere Angebote im Netzwerk B.B.W. sind die Fachschule für Heilerziehungspflege in Abensberg, die Abensberger Reha-Akademie, Flexible Hilfen im Rahmen der Erziehungshilfe des Landkreises Kelheim und die Begleitung und Betreuung von unbegleiteten minderjährigen Flüchtlingen.

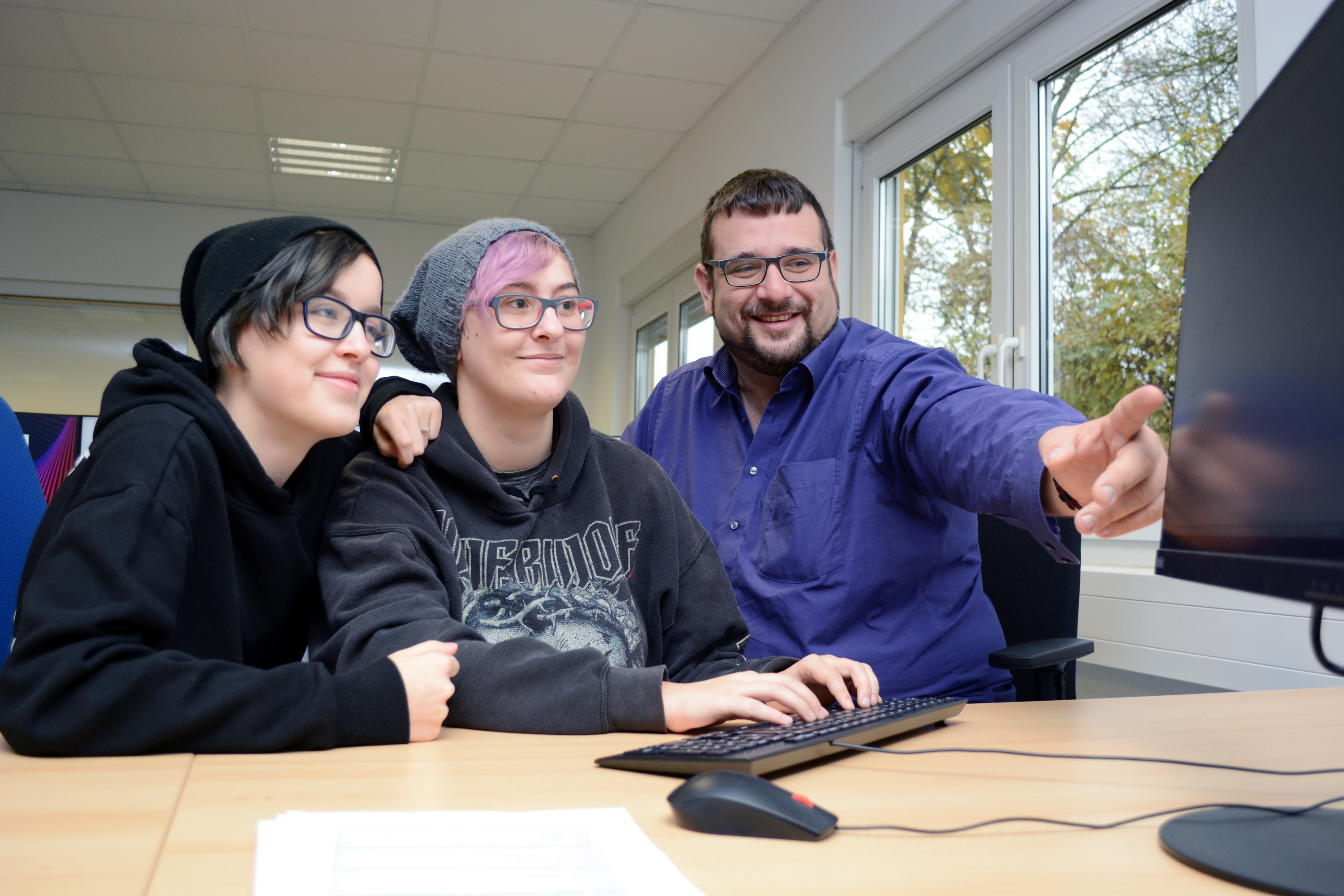
BBW Abensberg Ausbildung IT - 2 Auszubildende mit ehemaligem „Ausbilder“

## Störungsbilder
Im B.B.W. nehmen vor allem lern-, psychisch- und mehrfachbehinderte und benachteiligte junge Menschen an Maßnahmen der beruflichen und sozialen Rehabilitation teil. Besonders spezialisiert hat sich das B.B.W. St. Franziskus Abensberg seit 1996 auf Autismus-Spektrum-Störungen und Psychische Erkrankungen, ist jedoch für jede Herausforderung in „Sachen berufliche Qualifizierung“ vorbereitet.

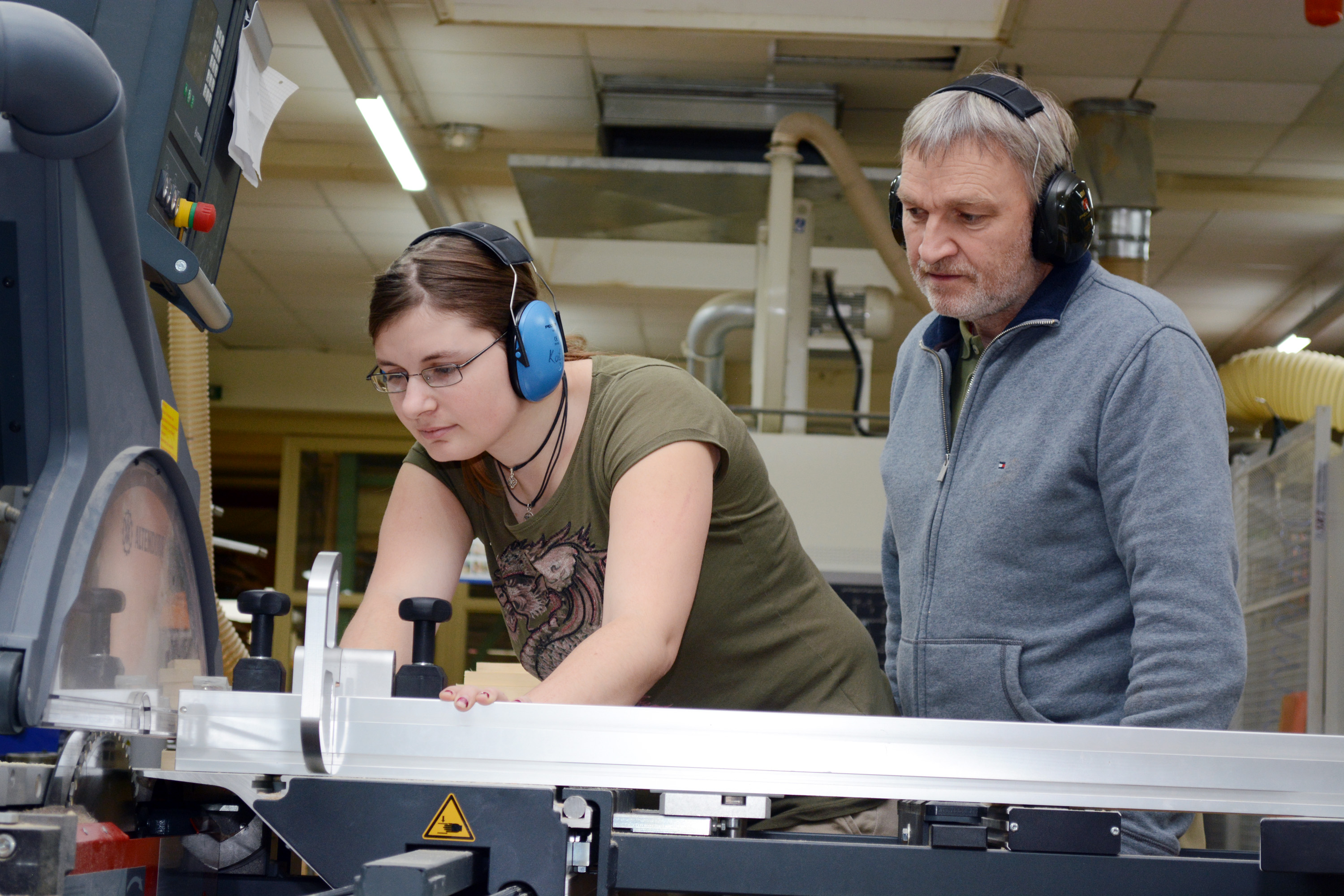
BBW Abensberg Ausbildung Holz

## Förderungen
Junge Menschen mit einem besonderen Förderbedarf erhalten im Berufsbildungswerk mehr als ein betreutes Wohnen und Arbeiten. Hochqualifizierte Ausbilder, Psychologen, Lehrer, Sozialpädagogen und pädagogische Fachkräfte begleiten mit viel Einfühlungsvermögen und Erfahrung die Teilnehmer auf ihrem Weg in ein selbstbestimmtes Leben und Arbeiten.